# Minenkreuzer

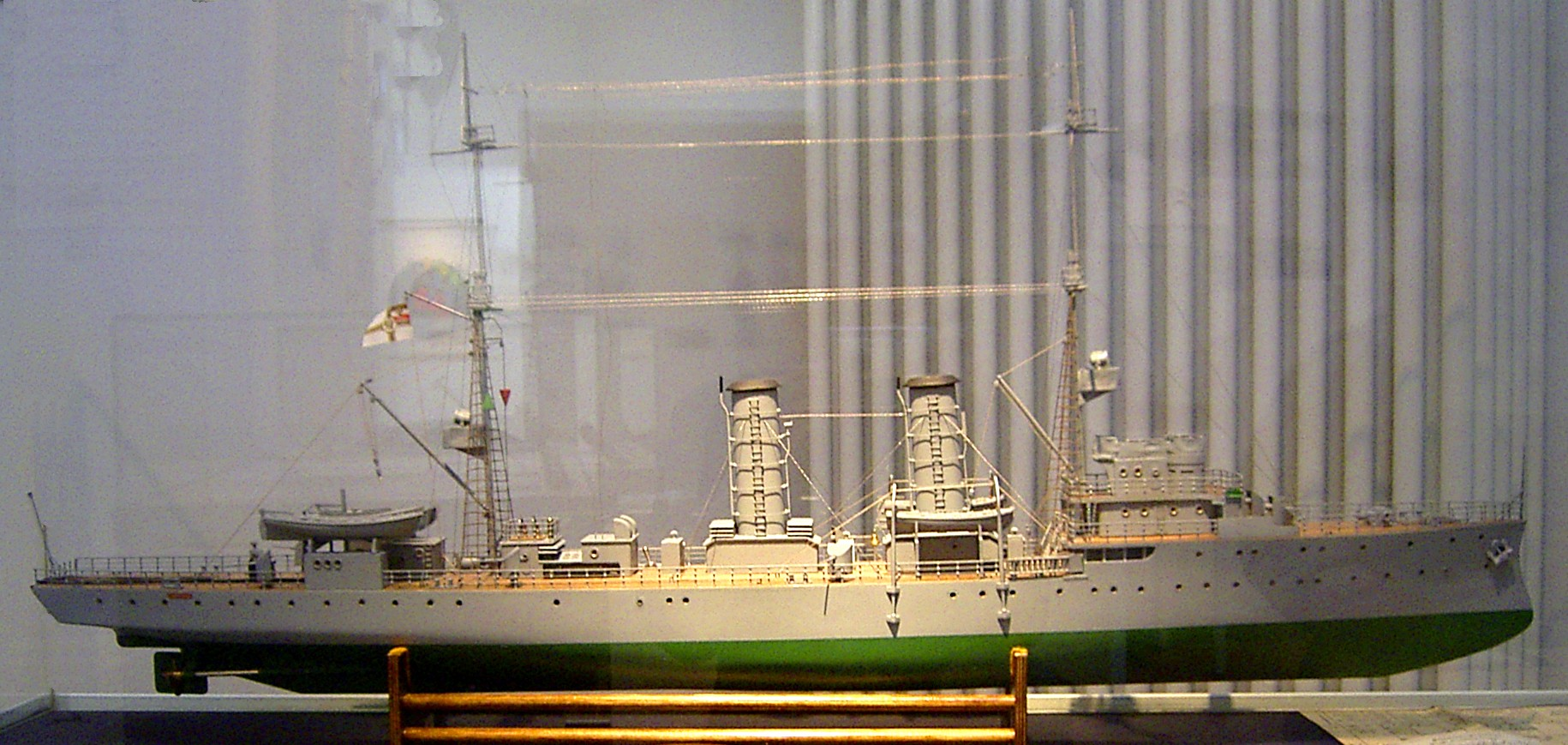
Modell des Minenkreuzers Albatross

Minenkreuzer sind Varianten der Kleinen Kreuzer, später der Leichten Kreuzer. Sie waren für den offensiven Einsatz mit der Flotte gedacht und sollten Seeminen auf feindlichen Schifffahrtslinien und zum Schutz der eigenen Flotte verlegen. Die Artilleriebewaffnung diente dem Selbstschutz und war zu Gunsten einer hohen Minenkapazität (mehrere hundert Seeminen) reduziert. Insgesamt wurden nur wenige Minenkreuzer gebaut. Meistens wurden umgerüstete Kreuzer hierfür eingesetzt.

## Minenkreuzer-Konzepte verschiedener Staaten

### Deutsches Reich
Die ersten Minenkreuzer der kaiserlichen Marine waren artilleristisch nur schwach zum Eigenschutz bewaffnet, so dass sie eigentlich nicht den Kreuzern zuzurechnen waren.
- Nautilus
- Albatross

Erst die nachfolgende Brummer-Klasse erfüllte auch in dieser Hinsicht die Kriterien eines Kreuzers.
- Brummer
- Bremse

### Großbritannien
Die Royal Navy rüstete schon vor dem Ersten Weltkrieg alte Kreuzer mit geringem Gefechtswert zu Minenlegern um.
- Adventure
- Abdiel-Klasse: 
  - Abdiel (1940)
  - Manxman (1940)
  - Ladona (1940)
  - Welshman (1940)
  - Ariadne (1943)
  - Apollo (1943)

### Frankreich
- Pluton

### Japan
In Japan wurden vor dem Zweiten Weltkrieg veraltete Panzerkreuzer zu Minenkreuzern umgerüstet und in den 1930ern als Ersatz für diese zwei Neubauten gebaut.
- Tokiwa
- Aso
- Okinoshima
- Tsuguru

### Schweden
Kleinere Marinen hatten häufig Mehrzweckschiffe, die auch die Aufgaben eines Minenkreuzers erfüllten.
- Clas Fleming
- Gotland (Wasserflugzeugmutterschiff und Minenkreuzer)

### Russland / Sowjetunion
- Rossija
- Amur-Klasse: Amur (1898) + Jenissei (1898)
- Amur-Klasse: Amur (1907) + Jenissei (1906)
- Gromoboi
- Marti

Andere Flotten setzten für diese Aufgaben Hochseeminenleger ein.